# Guzluj-e Sofla
Guzluj-e Sofla – wieś w Iranie, w ostanie Azerbejdżan Zachodni, w szahrestanie Mijandoab. W 2006 roku liczyła 49 mieszkańców.